# Marc Duez (pilote automobile)
Pour les articles homonymes, voir Duez.
Pas d'image ? Cliquez ici
Marc Duez, né le 18 avril 1957 à Verviers en Belgique, est un pilote automobile belge. En 2013, il est directeur de course de Whelen Euro Series.

## Biographie
Marc Duez est un pilote belge, à la fois pilote sur circuit et en rallye. Il a participé aux 24 Heures du Mans, au Championnat du monde des voitures de sport, au Trophée Andros ou encore au Tour de Corse.

## Palmarès
- Vainqueur des 24 Heures du Nürburgring en 1992, 1995, 1998 et 1999 ;
- Vainqueur des 24 Heures de Spa en 1997, 1998 et 2001[1] ;
- Vainqueur des 24 Heures de Zolder en 2000 et 2006.
- Championnat du monde des voitures de sport :
  - Vainqueur en catégorie C2 des 1 000 kilomètres du Nürburgring en 1986 ;
  - Vainqueur en catégorie C2 des 1 000 kilomètres de Spa en 1986 ;
  - Vainqueur en catégorie C2 des 1 000 kilomètres de Fuji en 1986.
- 3 fois Champion de Belgique des rallyes en 1982, 1989 et 1990
(ses principaux copilotes sont : Willy Lux, Georges Biar, Alain Lopes, Yves Bozet, Gilles Thimonier, Pierre Thimonier, Klaus Wicha, Luc Manset, Philippe Droeven et John Muth) ;
- Champion de Belgique de Grand Tourisme en 1996 :
  - Vainqueur de catégorie Groupe N au Rallye Monte-Carlo en Championnat du monde des rallyes sur Mitsubishi Carisma en 1999.

### Victoires en Championnat d'Europe / de Belgique des rallyes
- Rallye Bianchi: 1981 et 1982 (copilote Willy Lux, sur Porsche 911 SC Gr.4) ;
- Rallye du Condroz-Huy: 1981 et 1982 (copilote Willy Lux, sur Porsche 911 SC Gr.4) ;
- Boucles de Spa : 1983 (copilote Willy Lux, sur Audi Quattro) ;
- 24 Heures d'Ypres : 1982 (copilote : Willy Lux, sur Porsche 911 SC Gr.4) ;
- Circuit des Ardennes : 1982 (copilote Willy Lux, sur Porsche 911 SC Gr.4), 1989 (copilote Alain Lopes, sur BMW M3 e30 Gr.A) et 1990 (copilote Yves Bozet, sur Ford Sierra RS Cosworth Gr.A) ;
- Omloop van Vlaanderen (nl) : 1982 (copilote Willy Lux, sur Porsche 911 SC Gr.4) ;
- TAC Rally (nl) : 1982 (copilote Willy Lux, sur Porsche 911 SC Gr.4) ;
- Hunsrück Rally (D) : 1986 (copilote Willy Lux, sur MG Metro 6R4 Gr.B) ;
- Rally van Haspengouw (nl) : 1983 (copilote Willy Lux, sur Audi Quattro) et 1990 (copilote Yves Bozet, sur Ford Sierra RS Cosworth Gr.A) ;
- Rallye de Wallonie : 1990 (copilote Yves Bozet, sur Ford Sierra Cosworth 4x4 Gr.A) ;
- Rallye des Hautes Fagnes : 1991 (copilote Klaus Wicha, sur Toyota Celica GT-Four Gr.A).

### Championnat de France des rallyes Terre
- Rallye Terre de l'Auxerrois : 1998.

## Résultats

### WRC
| Saison | Écurie                               | Voiture                      | 1        | 2     | 3        | 4        | 5        | 6   | 7   | 8      | 9      | 10     | 11       | 12       | 13  | 14    | Classement | Points |
| ------ | ------------------------------------ | ---------------------------- | -------- | ----- | -------- | -------- | -------- | --- | --- | ------ | ------ | ------ | -------- | -------- | --- | ----- | ---------- | ------ |
| 1983   | Things                               | Opel Manta GT/E              | MON      | SWE   | POR 16   | KEN      | FRA      | GRC | ARG | FIN    | ITA    | CIV    |          |          |     |       | 64e        | 1      |
| 1983   | Marc Duez                            | Opel Manta GT/E              |          |       |          |          |          |     |     |        |        |        | GBR Abd. |          |     |       | 64e        | 1      |
| 1986   | Austin Rover World Championship Team | MG Metro 6R4                 | MON      | SWE   | POR Abd. | KEN      | FRA      | GRE | NZL | ARG    | FIN    | CIV    | ITA Abd. | GBR Abd. | USA |       | n.c.       | 0      |
| 1987   | Rothmans Motul BMW                   | BMW M3                       | MON      | SWE   | POR      | KEN      | FRA 6    | GRC | USA | NZL    | ARG    | FIN    | CIV      | ITA      | GBR |       | 35e        | 6      |
| 1988   | Bastos Motul BMW                     | BMW M3                       | MON      | SWE   | POR      | KEN      | FRA Abd. | GRE | USA | NZL    | ARG    | FIN    | CIV      | ITA      | GBR |       | n.c.       | 0      |
| 1989   | BMW Fina                             | BMW M3                       | SWE      | MON 8 | POR 5    | KEN      | FRA 6    | GRE | NZL | ARG    | FIN 12 | AUS    | ITA 7    | CIV      | GBR |       | 13e        | 21     |
| 1990   | Ford Fina Rally Team                 | Ford Sierra RS Cosworth      | MON      | POR 8 | KEN      | FRA Abd. | GRE      | NZL | ARG | FIN    | AUS    | ITA 14 | CIV      | GBR Abd. |     |       | 47e        | 3      |
| 1991   | Toyota Team Europe                   | Toyota Celica GT-Four ST165  | MON 11   | SWE   | POR Abd. | KEN      | FRA 4    | GRE | NZL | ARG    | FIN    | AUS    | ITA      | CIV      | ESP | GBR 8 | 16e        | 3      |
| 1998   | Team Gamma                           | Mitsubishi Carisma GT Evo IV | MON 20   | SWE   | KEN      |          |          |     |     |        |        |        |          |          |     |       | n.c.       | 0      |
| 1998   | SEAT Sport                           | Seat Ibiza GTi 16V           |          |       |          | POR Abd. | ESP      | FRA | ARG | GRC    | NZL    | FIN    |          |          |     |       | n.c.       | 0      |
| 1998   | SEAT Sport                           | SEAT Córdoba WRC (en)        |          |       |          |          |          |     |     |        |        |        | ITA 16   | AUS Abd. | GBR |       | n.c.       | 0      |
| 1999   | Team Gamma                           | Mitsubishi Carisma GT Evo V  | MON 10   | SWE   | KEN      | POR      | ESP      | FRA | ARG | GRE    | NZL    | FIN    | CHN      | ITA      | AUS | GBR   | n.c.       | 0      |
| 2014   | Marc Duez                            | Porsche 996 GT3              | MON Abd. | SWE   | MEX      | POR      | ARG      | ITA | POL | FIN    | GER    | AUS    | FRA      | ESP      | GBR |       | n.c.       | 0      |
| 2015   | Marc Duez                            | Porsche 996 GT3              | MON 40   | SWE   | MEX      | ARG      | POR      | ITA | POL | FIN    | GER    | AUS    | FRA      | ESP      | GBR |       | n.c.       | 0      |
| 2021   | Marc Duez                            | Alpine A110 Rally RGT        | MON      | ARC   | CRO      | POR      | ITA      | KEN | EST | BEL 34 | GRE    | FIN    | ESP      | MNZ      |     |       | n.c.       | 0      |

### 24 Heures du Mans
| Année | Voiture                | Équipe                                                  | Équipiers                            | Résultat |
| ----- | ---------------------- | ------------------------------------------------------- | ------------------------------------ | -------- |
| 1983  | Porsche 936J           | Belga Team Joest Racing                                 | Jean-Michel Martin / Philippe Martin | Abandon  |
| 1987  | Écosse C286            | Ecurie Ecosse                                           | David Leslie / Ray Mallock           | 8e       |
| 1988  | Mazda 767              | Mazdaspeed Co. Ltd.                                     | Yoshimi Katayama / David Leslie      | 17e      |
| 1989  | Mazda 767              | Mazdaspeed Co. Ltd.                                     | Yōjirō Terada / Volker Weidler       | 12e      |
| 1990  | Porsche 962C           | Obermaier Racing                                        | Jürgen Oppermann / Harald Grohs      | Abandon  |
| 1993  | Venturi 500 LM         | Écurie Toison d'Or                                      | Éric Bachelart / Philip Verellen     | 25e      |
| 1996  | McLaren F1 GTR         | Team Bigazzi SRL / Team BMW Motorsport                  | Jacques Laffite / Steve Soper        | 11e      |
| 1997  | Chrysler Viper GTS-R   | Viper Team Oreca                                        | Tommy Archer / Soheil Ayari          | Abandon  |
| 1998  | Chrysler Viper GTS-R   | Viper Team Oreca                                        | Karl Wendlinger / Patrick Huisman    | Abandon  |
| 1999  | Chrysler Viper GTS-R   | Viper Team Oreca                                        | Tommy Archer / Justin Bell           | 12e      |
| 2000  | Chrysler Viper GTS-R   | Viper Team Oreca                                        | Tommy Archer / Patrick Huisman       | 12e      |
| 2002  | Panoz LMP-1 Roadster-S | DAMS / (Leader, voiture caméra du film Michel Vaillant) | Jérôme Policand / Perry McCarthy     | Abandon  |